# Martin Klein (Koch)
Martin Klein (* 11. November 1976 in Straßburg) ist ein französischer Koch.

## Werdegang
Klein ging 1996 zum Restaurant Wielandshöhe zu Vincent Klink in Stuttgart (ein Michelinstern), wo er Souschef wurde. 1998 wechselte er zum Restaurant Marstall bei Christian Jürgens (ein Michelinstern), wo er später Küchenchef wurde.
2003 wurde er Küchenchef im Restaurant Ikarus bei Roland Trettl im Hangar-7 in Salzburg (ein Michelinstern). 2011 wechselte er als Executive Chef zum Laucala Island Resort auf Laucala Island im Südpazifik.
Im Januar 2014 kehrte er als Executive Chef und Nachfolger von Roland Trettl zurück zum Restaurant Ikarus. Das Restaurant wurde 2014 weiter mit einem Michelinstern ausgezeichnet, seit 2015 mit zwei Michelinsternen; Küchenchef ist Martin Ebert.

## Auszeichnungen
- 2014: Ein Stern im Guide Michelin 2015 für das Restaurant Ikarus in Salzburg
- 2015: Zwei Sterne im Guide Michelin 2016 für das Restaurant Ikarus

## Fernsehauftritte
Martin Klein nahm bisher zweimal als Herausforderer an der Kochshow Kitchen Impossible des Fernsehsenders VOX teil, in der er gegen Tim Mälzer antrat: In Staffel 5 unterlag er knapp mit 14,1 zu 14,4 Punkten und in der Jubiläumsstaffel 10 mit 12,1 zu 12,6 Punkten. Ferner war er Gastjuror in den Staffeln 7 und 9 bei der Koch-Casting-Show The Taste des Senders Sat.1 und ist Moderator der Sendung Die besten Köche der Welt – Zu Gast im Ikarus auf dem Sender ServusTV.